# Krvava Španija
Krvava Španija je drama Nika Jeločnika iz leta 1939.

## Obnova

### Osebe
- Jose don Moscardo, polkovnik.
- Luis, Carmelo, njegova sinova.
- Paolo Benito, jezuit.
- Alba, Velo, kapetana v Alcazarju.
- De Soto, komisar rdeče vojske.
- De Rojo, kapetan rdeče vojske.
- Miličniki in vojaki narodne vojske.

Godi se v Toledu I. 1936.

### 1. dejanje
Republikanci, ki so zmagali na volitvah, z nasiljem izvajajo komunistično revolucijo. Španiji zvesti so brez moči, mučno jim je čakati, da jih vse pobijejo. Moscardo sluti, da se začenja boj za to, ali bo Španija božja ali satanova; s Španijo je Bog, kjer pa je Bog, je pravica in zmaga. Tedaj radio sporoči, do se pod generalom Francom zbira uporna narodna vojska. Moscardo odreče vladi pokorščino in ukaze umik v Alcazar, kjer se bodo branili do zadnjega. Njihovo geslo je: Bog in Domovina!

### 2. dejanje
De Soto je besen, ker že mesec in pol zaman oblega Alcazar. Z De Rojom skleneta, da bosta trdnjavo razstrelila, se prej pa poizkusita z ujetim Albo: on naj bi branilce nagovoril k predaji, sicer dobi kroglo. Kruti De Soto Alba oslepi, Alba po pod obzidjem daje tovarišem pogum in radostno sprejme smrt za Španijo. - Ujeli so tudi patra Benita z Moscardovima sinovoma, od njih hoče De Soto izvedeti, kje se skriva škof. Po njegovem ukazu malega Carmela tako mučijo, da zblazni, a kljub temu ne izda ničesar. Luisu ponudijo isto kot Albi; če ne uspe ali se ne vrne iz trdnjave, bodo poleg njega ubili njegovo mater in vse sojetnike.  Tudi Luis se odloči kot Alba: branilce opogumi, češ da je Francova vojska blizu, in brez pomisleka sprejme smrt za Boga in Španijo.

### 3. dejanje
Alcazar se zmeraj ni padel, Franco stoji no vratih Toleda, De Soto pa mori in mori kot blazen. De Roju se upira, ve, da je stvar izgubljena, dvomi v odrešilnost marksistične doktrine; nagovarja De Sota k begu, toda ta je slep gluh, krčevito se oklepa vere v zmago in daje duška svojemu sovraštvu:  namesto da bi skrbel za obrambo, zaslišuje Benita. Ko narodna vojska že skoraj zavzame mesto, skuša z naropanim denarjem podkupiti De Roja, da bi razstrelil dinamit v jetnišnici, kar bi uničilo celo mesto. De Rojo odkloni, spoznal je bil svojo krivdo in kri na njegovih rokah ga teži. De Soto ga ustreli, jetnik pater Benito umirajočemu podeli odvezo. Ko hoče De Soto ustreliti še patra, se pojavita Vala in Moscardo z vojaki in ga primeta. Štab je zavzet, jetnike so osvobodili. Tedaj prihiti blazni Carmelo, spozna v De Sotu satana, ki ga je bil mučil, in ga ustreli. Moscardu se trga srce, toda ve, da oddiha ni, boj za Španijo se šele začenja. Španija je krvava, a vstaja in njena pot je svetla, ker je njeno sonce Kristus.